# مايك هوفمان (لاعب هوكي جليد)
مايك هوفمان (بالإنجليزية: Mike Hoffman)‏ هو لاعب هوكي جليد أمريكي، ولد في 20 سبتمبر 1980 في Scituate, Massachusetts ‏ في الولايات المتحدة.

## وصلات خارجية
- مايك هوفمان على موقع دوري الهوكي الوطني (الإنجليزية)
- مايك هوفمان على موقع EliteProspects.com (الإنجليزية)
- مايك هوفمان على موقع HockeyDB.com (الإنجليزية)